# Corticale dementie
Corticale dementie is een vorm van dementie veroorzaakt door een aantasting van de cortex. Bij corticale dementie wordt vooral inprenting (geheugenfunctie) verstoord. Verder is er sprake van afasie, apraxie, agnosie, stoornis in uitvoerende functies en desoriëntatie. Spraak, motoriek en affect blijven bij corticale dementie gespaard, in tegenstelling tot subcorticale dementie, waarbij deze vaak wel afwijkend zijn.